# Astragalus exscapus exscapus
Astragalus exscapus subsp. exscapus es una  subespecie de planta herbácea perteneciente a la familia de las leguminosas. Se encuentra en Europa y Próximo Oriente.

## Distribución y hábitat
Es una planta herbácea perennifolia que se distribuye por Austria, Bulgaria, República Checa, Eslovaquia, Francia, Alemania, Grecia, Hungría, Italia,  Rumania y Suiza.

## Taxonomía
Astragalus exscapus fue descrita por  Linneo y publicado en Mantissa Plantarum, VI, 2: 275, en el año 1767.
Sinonimia
- Astragalus angustiflorus subsp. hellenicus (Boiss.) Ponert
- Astragalus exscapus var. caulescens Velen.
- Astragalus exscapus var. leiocarpus (Shuttlew.) Jaccard
- Astragalus hellenicus Boiss.
- Astragalus leiocarpus Shuttlew.
- Astragalus syphilitica Moench
- Tragacantha exscapa (L.) Kuntze
- Tragacantha hellenica (Boiss.) Kuntze[3]